# Patagioenas
Genre
Le genre Patagioenas comprend 17 espèces d'oiseaux appartenant à la famille des Columbidae.

## Position systématique
Les espèces du genre Patagioenas sont par certains auteurs, considérées comme appartenant au genre Columba.

## Liste des espèces
D'après la classification de référence (version 2.2, 2009) du Congrès ornithologique international (ordre phylogénique) :
- Patagioenas leucocephala – Pigeon à couronne blanche
- Patagioenas squamosa – Pigeon à cou rouge
- Patagioenas speciosa – Pigeon ramiret
- Patagioenas picazuro – Pigeon picazuro
- Patagioenas corensis – Pigeon jounud
- Patagioenas maculosa – Pigeon tigré
- Patagioenas fasciata – Pigeon à queue barrée
- Patagioenas araucana – Pigeon du Chili
- Patagioenas caribaea – Pigeon de Jamaïque
- Patagioenas cayennensis – Pigeon rousset
- Patagioenas flavirostris – Pigeon à bec rouge
- Patagioenas oenops – Pigeon du Pérou
- Patagioenas inornata – Pigeon simple
- Patagioenas plumbea – Pigeon plombé
- Patagioenas subvinacea – Pigeon vineux
- Patagioenas nigrirostris – Pigeon à bec noir ou Pigeon à bec court
- Patagioenas goodsoni – Pigeon de Goodson